# بنية جزيئية ثمانية السطوح
البنية الجزيئية ثمانية السطوح في الكيمياء، هي عبارة عن وصف هندسي للبنية الجزيئية للمركبات أو المعقّدات الكيميائية عندما تكون هنالك ست ذرّات أو ربيطات مرتبطة بشكل متناظر حول ذرة مركزية، بشكل تكون فيه هناك أربع مجموعات ضمن مستوي الذرة المركزية، واثنتان متقابلتان بالنسبة للمستوي، بحيث نحصل بالنهاية على شكل ثماني سطوح. إن المجموعات المحيطة بالذرة المركزية ترتبط بها فقط، ولا ترتبط مع بعضها البعض. يكون الشكل المثالي للبنية الجزيئية ثمانية السطوح ذو زمرة نقطية من النمط Oh.
من الأمثلة على البنية الجزيئية ثمانية السطوح في المركبات كل من سداسي فلوريد الكبريت SF6 و سداسي كربونيل الموليبدنوم Mo(CO)6 وكلوريد سداسي أمين الكوبالت الثلاثي 3+[Co(NH3)6].

## التاريخ
ابتدع مبدأ وصف البنى الجزيئية بثماني السطوح من قبل ألفرد فيرنر، وذلك لوصف الكميات الكيمائية والتماكب في المعقّدات التساندية. لذلك يشار إلى معقدات الفلزات الانتقالية الحاوية على مجموعات أمينية بأنها معقدات من نمط-فيرنر Werner-type complex.

## اقرأ أيضاً
- بنية جزيئية